# إحصاء سكان الولايات المتحدة
إحصاء سكان الولايات المتحدة هو إحصاء سكاني تقوم به الولايات المتحدة كل عشر سنوات، بموجب المادة 1، الفقرة 2 من الدستور الأمريكي : «يجب توزيع النواب والضرائب المباشرة على الولايات … وفقا لأرقام كل واحدة منهم … يجب أن ينفذ التعداد الحالي في غضون ثلاث سنوات بعد أول اجتماع للكونجرس الأمريكي، وفي كل عشر سنوات».